# Little Turtle
Little Turtle, właściwie Mishikinakwa (pol.: Mały Żółw), (ur. ok. 1747, zm. 14 lipca 1812) – wódz Indian z plemienia Miami, zamieszkującego tereny dzisiejszego stanu Indiana. Zapewnił swoim ludziom zwycięstwo w kilku bitwach z wojskami amerykańskimi w latach dziewięćdziesiątych XVIII wieku; w późniejszych latach opowiadał się za pokojowym rozwiązaniem konfliktów pomiędzy plemionami indiańskimi a Stanami Zjednoczonymi.

## Życie i kariera
Urodził się na terenach dzisiejszego hrabstwa Whitley w stanie Indiana, w małej wiosce Miami nad brzegiem Diabelskiego Jeziora; niektóre źródła jako miejsce urodzenia podają większą miejscowość o nazwie Turtletown.
Little Turtle otrzymał imię po ojcu, wodzu wojennym Indian Miami o imieniu Mishikinakwa (pol.: Żółw), sygnatariuszu traktatu z Lancaster z roku 1748, który normował stosunki pomiędzy plemieniem Miami i władzami kolonii Pensylwania. Syna nazywano zazwyczaj Małym Żółwiem by odróżnić go od ojca, starszego „Żółwia”. Imię ojca czasami jest wymieniane jako Acquenacque, co stanowi pewną odmianę językową słowa „Mishikinakwa”. Imię matki Małego Żółwia nie zachowało się; zgodnie z tradycją miała pochodzić z plemienia Mohikanów.
Little Turtle, jak jego ojciec, został wybrany wodzem wojennym szczepu Atchatchakangouen plemienia Miami, gdy dowiódł swych militarnych umiejętności. Ojciec jako wódz wojenny walczył przeciwko Irokezom; Little Turtle sławę uzyskał w czasie amerykańskiej wojny rewolucyjnej. Mimo że był wodzem wojennym najważniejszego szczepu swego plemienia, Little Turtle nie mógł zostać głównym wodzem Miami, która to godność była dziedziczna i dlań niedostępna.
Little Turtle zdobył sławę jako wódz wojenny, gdy pokonał francuskiego awanturnika Augustina de La Balme. W październiku 1780 roku La Balme złupił główną wioskę Miami Kekionga (dzisiaj Fort Wayne w Indianie) podczas swej kampanii przeciw Brytyjczykom w Detroit. 5 listopada 1780 roku Little Turtle przypuścił atak na obozowisko La Balme'a nad brzegiem rzeki Eel, zabijając La Balme'a i trzydziestu jego ludzi. To zwycięstwo zapewniło Little Turtle reputację wodza wojennego i jako taki, w latach osiemdziesiątych XVIII wieku, dowodził wyprawami na osady amerykańskie w Kentucky, występując po stronie Brytyjczyków. Różne grupy plemienia nie były w tym zgodne: Miami Piankeshaw wspierali Amerykanów, podczas gdy Wea wahali się po której stronie stanąć.
Zgodnie z postanowieniami traktatu paryskiego, który ostatecznie kończył wojnę o niepodległość Stanów Zjednoczonych, Brytyjczycy opuścili swych indiańskich sprzymierzeńców i oddali ziemie między pasmem Appalachów i rzeką Missisipi Amerykanom. Amerykanie, prawem zdobywcy, uznali te tereny za swoje, a po powstaniu Terytorium Północno-Zachodniego w roku 1787 zaczęli dzielić ziemię na północ od rzeki Ohio i na południe od Wielkich Jezior pod zasiedlenie. Natychmiast doszło do starć, a plemiona indiańskie utworzyły konfederację z zamiarem utrzymania granicy pomiędzy ich terenami plemiennymi a Stanami Zjednoczonymi na linii rzeki Ohio. Little Turtle wyrósł na jednego z przywódców konfederacji, obok takich przywódców jak Blue Jacket i Buckongahelas. Wojna, która wówczas wybuchła, nie posiada jednej oficjalnie przyjętej nazwy, ale nazywano ją m.in. wojną Małego Żółwia lub Wojną z Indianami Północnego Zachodu.
W roku 1790 Stany Zjednoczone wysłały ekspedycję pod wodzą generała Josiaha Harmara celem zakończenia wojny na pograniczu. Ponieważ George Washington rozpuścił większość wojsk po zakończeniu amerykańskiej wojny rewolucyjnej, USA miały niewielu zawodowych żołnierzy; była to słabość, którą Little Turtle i inni wodzowie indiańscy w pełni wykorzystali. W październiku Little Turtle i Blue Jacket odnieśli dwa zwycięstwa nad siłami Harmara. Te sukcesy zachęciły uprzednio niezdecydowanych wodzów Ottawów i Delawarów do przystąpienia do konfederacji. W roku następnym Little Turtle, Blue Jacket i młody Tecumseh rozbili nad rzeką Wabash inną amerykańską ekspedycję pod dowództwem generała Arthura St. Claira. Była to największa klęska, jaką Amerykanie ponieśli w walkach z Indianami; na placu boju zginęło 839 Amerykanów, w tym ponad 600 żołnierzy, podczas gdy Little Turtle i Blue Jacket stracili zaledwie 40 spośród tysiąca wojowników. Według najpopularniejszej wersji wydarzeń Little Turtle dowodził całością sił, jakie pokonały St. Claira, chociaż niektóre źródła mówią, że niekwestionowanym wodzem był Blue Jacket.
Trzecia ekspedycja pod wodzą generała Anthony'ego Wayne'a zmusiła Little Turtle'a do zmiany taktyki; wojska amerykańskie miały przewagę liczebną i były należycie przygotowane. Po zakończonym porażką ataku na Fort Recovery (czerwiec 1794) Little Turtle zaczął skłaniać się raczej ku negocjacjom niż walce, zauważając m.in., że Wayne „nigdy nie śpi”. Według obiegowej opinii oddał dowodzenie wojownikami Blue Jacketowi, chociaż pozostał wodzem Miami. Wkrótce siły indiańskiej konfederacji, liczące około 1000 wojowników, zostały pokonane w bitwie pod zaporą z pni. Na skutek tej klęski wodzowie konfederacji zmuszeni zostali do podpisania postanowień traktatu z Greenville.

## Ostatnie lata i dziedzictwo

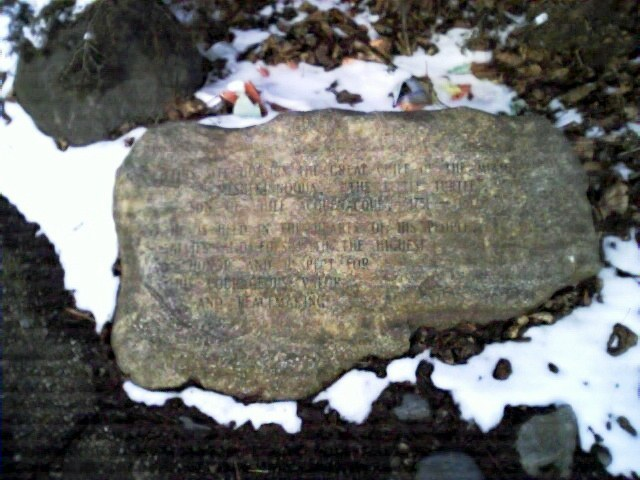
Nagrobek Little Turtle w Fort Wayne

Little Turtle podjął współpracę z rządem Stanów Zjednoczonych, odmawiając współpracy z Tecumsehem. Został serdecznie powitany przez George'a Washingtona, który podarował mu pamiątkową szablę. Odwiedził także prezydentów Johna Adamsa i Thomasa Jeffersona. Z Jeffersonem rozmawiał o konieczności nauczenia jego współplemieńców uprawy roli, jakkolwiek nie Jefferson, a kwakrzy z Baltimore wysłali Philipa Dennisa by zaprezentować Indianom europejskie metody uprawy ziemi. 
Podczas jednej z wypraw do Filadelfii Little Turtle miał odwiedzić też Tadeusza Kościuszkę, który podarował mu parę pistoletów wraz z instrukcją użycia ich przeciw „każdemu, kto będzie chciał ciebie (twój lud) podbić”.
W roku 1809 Little Turtle popadł w konflikt z innymi wodzami Miami, gdy gubernator William Henry Harrison przybył do Fort Wayne, by renegocjować warunki traktatu. Little Turtle dopuścił do udziału w rokowaniach delegację Potawatomich i ściśle współpracował z Harrisonem, ale inni wodzowie, jak Pacanne, jego siostrzeniec Jean Baptiste Richardville i Owl, odmówili odstąpienia kolejnych terytoriów. Harrison został zmuszony do uznania wodzów z głównych wiosek plemienia nad rzeką Mississinewa za prawdziwych reprezentantów Miami i do oświadczenia oficjalnie, że Little Turtle nie jest członkiem plemienia Miami.
Po tym niepowodzeniu Little Turtle porzucił sprawy publiczne i zamieszkał w okolicy dzisiejszego Columbia City. Po oblężeniu Fort Wayne podczas wojny roku 1812, generał William Henry Harrison rozkazał spalić wszystkie wioski Miami w promieniu dwóch dni marszu. Być może był to odwet za nieudane negocjacje z roku 1809, ale wioska Little Turtle również została zniszczona.
Zmarł w roku 1812, w domu swego zięcia Williama Wellsa, zbudowanym na miejscu opuszczonej wioski Kekionga, dawnej stolicy plemienia Miami (dziś Fort Wayne). Od jakiegoś czasu cierpiał na podagrę i reumatyzm. Ceremonia pogrzebowa z honorami wojskowymi miała miejsce w Fort Wayne. Pochowany został na starym cmentarzu plemiennym nad strumieniem Spy Run.
W roku 1912 podczas prac budowlanych przypadkiem odkryto jego grób. Szablę otrzymaną od Washingtona i inne przedmioty znalezione w grobie złożono w muzeum Allen County-Fort Wayne Historical Society, a szczątki wodza pochowano ponownie.
Na początku XX wieku wnuczka Little Turtle pomagała historykowi Jacobowi Piatt Dunnowi w tworzeniu słownika języka Indian Miami; słownik ten stał się jednym z głównych źródeł wiedzy o języku, który do niedawna – z braku osób mówiących nim płynnie – uważany był za martwy (dopiero w latach 90. plemię Miami z Oklahomy, które uznawało swój język za „uśpiony”, podjęło próby jego ożywienia).